# Lala Lajpat Rai
Lala Lajpat Rai (28 janvier 1865 – 17 novembre 1928) est un écrivain et homme politique né en Inde dans l'État du Pendjab, qui a compté dans la lutte pour l'indépendance de son pays. Il a vécu entre autres à New York, où il a fondé un journal. Le 30 octobre 1928, manifestant à Lahore contre la Commission Simon, il est frappé par la police et meurt dix-huit jours plus tard d'une crise cardiaque que ses partisans attribuent aux coups qu'il a reçus. Toutefois, un universitaire indien, Hazara Singh, désireux de débarrasser l'histoire du mouvement indien de libération des « nombreux mythes et demi-vérités » qui l'encombrent, a soutenu en 1980 puis en 2003 qu'il n'y avait pas de rapport de cause à effet entre les coups et le décès.
Lajpat Rai est néanmoins considéré par son pays comme un martyr de l'oppression britannique. Une fondation, une université, un hôpital portent son nom en Inde.